# Lisnaskea
Lisnaskea (irisch Lios na Scéithe) ist die zweitgrößte Ortschaft in der historischen Grafschaft Fermanagh, Nordirland. Der Ort gehörte zum aufgelösten District Fermanagh und gehört seit 2015 zum District Fermanagh and Omagh. Bei der Volkszählung im Jahr 2011 hatte sie 2960 Einwohner.

## Geschichte
Lisnaskea war der Sitz des Maguire-Clans. Später, im 17. Jahrhundert, ließ James, Lord Balfour das Castle Balfour errichten.
Während der irischen Rebellion von 1641 wurden in Lissenkeah mehr als 100 Personen, in der Mehrzahl Schotten, hingerichtet.
Im Jahr 1821 kam das Dorf in den Besitz der Grafen von Erne. Sie werteten es zu einer Stadt mit Marktrechten auf. In der Hauptstraße entstanden viele neue Gebäude, die Marktzwecken dienten (Market House, Corn Market, Butter Market).

## Demografie
Die Volkszählung vom 27. März 2011 im Vereinigten Königreich ergab:
- 75,9 % bezeichneten sich als römisch-katholisch und 20,2 % gaben eine andere christliche Religion an.
- 25,0 % hatten keinen Reisepass. Von den Personen mit Pass hatten 41,2 % einen britischen Pass und 28,9 % einen irischen.
- 81,9 % wurden in Nordirland geboren, 7,0 % in der Republik Irland, 5,7 % in Großbritannien.

### Nordirlandkonflikt
- Während des Nordirlandkonflikts gab es in und um Lisnaskea in den Jahren 1972 bis 1981 mehrere Todesopfer.[5]

## Sehenswürdigkeiten

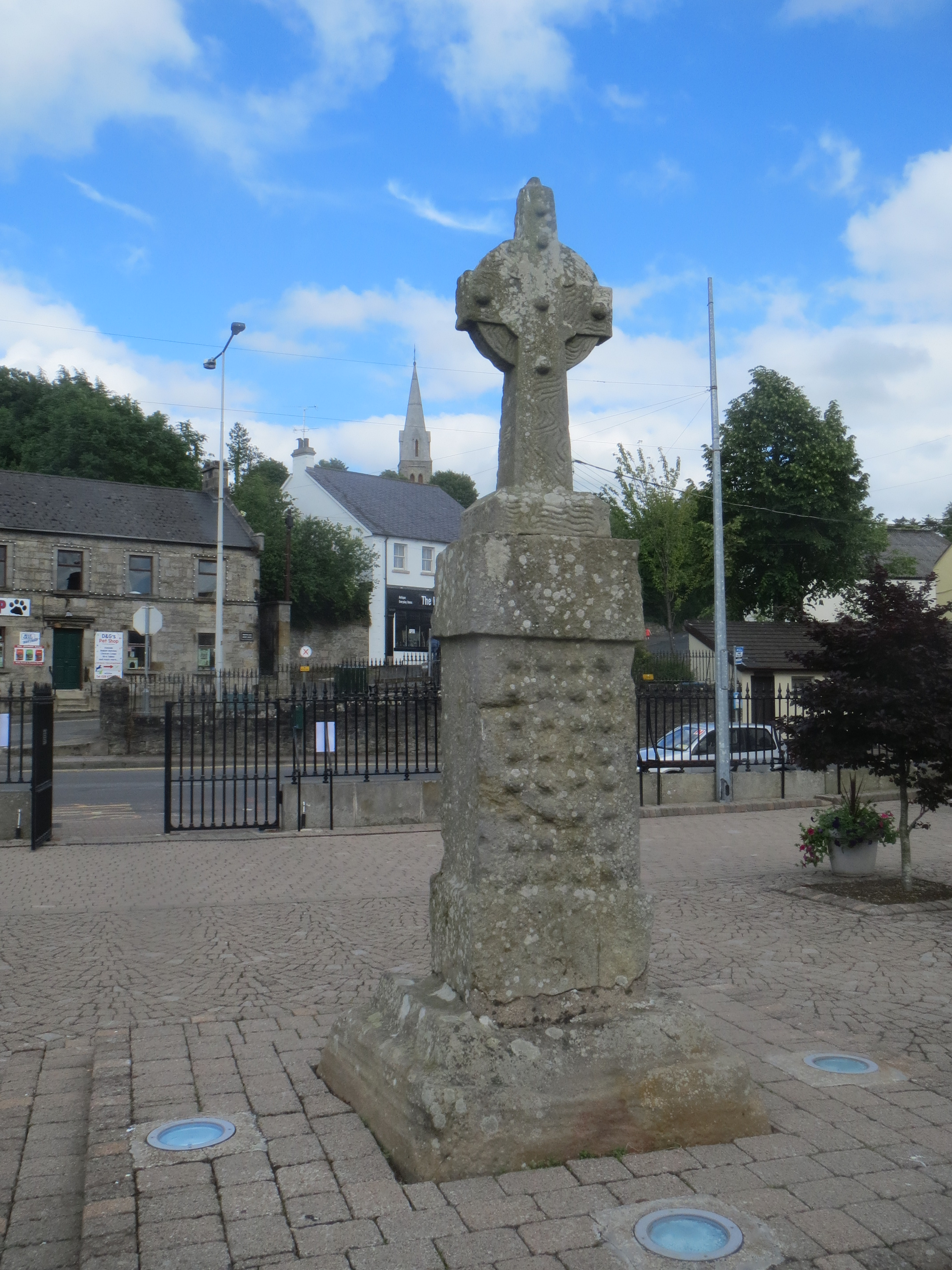
Kreuz in Lisnaskea

- In der Ortsmitte steht ein (zusammengesetztes) frühchristliches Hochkreuz.[6]
- Nicht weit davon entfernt befindet sich die Ruine des Castle Balfour aus dem frühen 17. Jahrhundert.[7]
- Circa 1 km nordöstlich befindet sich im Townland Cornashee ein 8,6 m hoher künstlicher Hügel. Hierbei handelt es sich vermutlich um ein Passage Tomb, einen Inaugurationsplatz der Maguires oder eine Motte.[8]

## Transport

### Bahn
Vom 26. August 1858 bis 1. Oktober 1957 war Lisnaskea an die Bahnlinie Dundalk – Enniskillen angeschlossen.

### Bus
Lisnaskea wird an Werktagen mehrmals von der Ulsterbus-Linie Clones – Enniskillen angefahren.

## Persönlichkeiten
- Frank Maguire (1929–1981), Politiker (Independent Republican)